# Zoi Fitsiou
Zoi Fitsiou (griechisch Ζωή Φίτσιου, * 14. September 1995 in Thessaloniki) ist eine griechische Leichtgewichts-Ruderin.

## Leben und Karriere
Fitsiou begann mit 11 Jahren zu rudern. Ein Jahr später nahm sie zum ersten Mal an griechischen Meisterschaften teil. Nach eigenen Angaben brachte ihr Vater, der von Beruf Rudertrainer ist, sie früh mit dem Rudern in Kontakt. Während ihres Studiums und kurz danach, als sie als Kindergärtnerin arbeitete, legte sie eine Ruderpause ein. Nachdem sie sechs Jahre lang pausiert hatte, konnte Fitsiou, nun Mitglied des Segelvereins Thessaloniki (Ιστιοπλοϊκό Όμιλο Θεσσαλονίκης), im Küstenrudern 2019 mehrere Erfolge verbuchen: Sie gewann die Bronzemedaille in Shenzhen in China beim Wettbewerb World Beach Sprints mit einer Zeit von 2:50,56 Minuten und vorher zwei Silbermedaillen (im Skiff und in der Staffel) in den Mediterranean Coastal Games in Patras.
Im Jahr darauf nahm Fitsiou an den Ruder-Europameisterschaften teil, konnte sich aber beim Leichtgewichtsdoppel-Zweier nicht für das Finale qualifizieren. Auch 2021 erreichte sie das Finale der Ruder-Europameisterschaften nicht, aber sie gewann die Bronzemedaille im Leichtgewichts-Einer bei den zweiten Küstenruder-Weltmeisterschaften in Portugal.
Fitsiou nahm 2022 bei den Ruder-Europameisterschaften in München teil und konnte mit 8:09,21 Minuten auf den zweiten Platz beim Leichtgewichts-Einer kommen. Bei den sich anschließenden Weltmeisterschaften kam Fitsiou mit dem Leichtgewichts-Einer bis ins Halbfinale. Ein Jahr später gewann sie zusammen mit ihrer Teamkollegin Dimitra Eleni Kontou im Leichtgewichtsdoppel-Zweier (LW2x) bei den Europameisterschaften in Bled mit einer Zeit von 6:54,78 Minuten wieder eine Silbermedaille. Den Erfolg wiederholten die beiden, als sie bei den Ruder-Europameisterschaften 2024 noch einmal auf den zweiten Platz im Leichtgewichtsdoppel-Zweier mit einer Zeit von 7:31,94 Minuten kamen. Auch beim Ruder-Worldcup von Luzern im Juli 2023 war das Team Fitisou-Kontou erfolgreich und gewann eine Bronzemedaille im Leichtgewichtsdoppel-Zweier mit einer Zeit von 6:59,54 Minuten.
Für die Olympischen Spiele 2024 in Paris konnten sich Fitsiou und Kontou in der Qualifikationsregatta in Luzern, die im Mai 2024 stattfand, durch einen zweiten Platz und eine Zeit von 7:05,07 Minuten qualifizieren. Sie belegte mit ihrer Partnerin im Leichtgewichts-Doppelzweier mit 6:49,28 Minuten den dritten Platz und erhielt die Bronzemedaille.
Zoi Fitsiou wird von ihrem Vater Vanos Fitsiou trainiert (Stand 2021).